# Porto (loď)

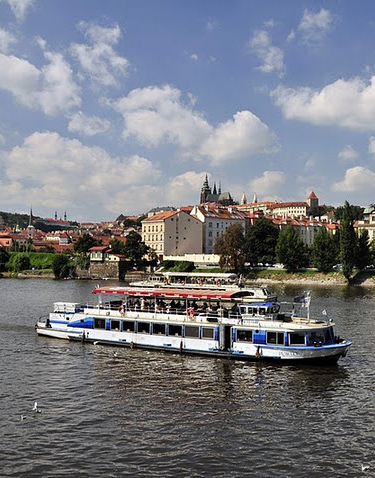
loď Porto

Loď Porto byla uvedena do provozu v roce 1988. V roce 2006 byla pak kompletně zrekonstruována, nyní je jednou z nejmodernějších lodí v Praze na Vltavě.

## Technický popis
Porto měří na délku 32 metrů, do šířky 5,4 metrů. Kapacita uvnitř lodi je 60 osob, navíc pak i prosklený salonek na přídi. Venkovní paluba je částečně zastřešená, pojme až 86 osob. Loď je kompletně ozvučena a vybavena klimatizací.

## Využití
Loď slouží zejména k okružním a vyhlídkovým plavbám v Praze, stejně tak ovšem k různým akcím jako svatby, adventní či valentýnské plavby, firemní akce a další. Porto kotví u Čechova mostu.

## Galerie

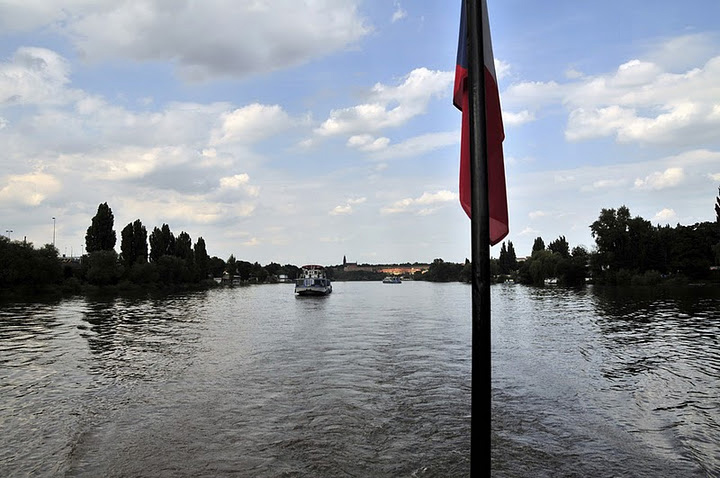
při velké vodě v létě 2010
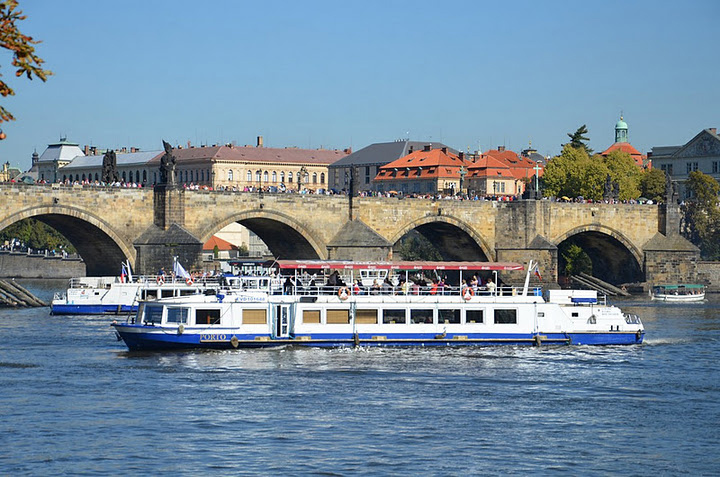
loď Porto u Karlova mostu
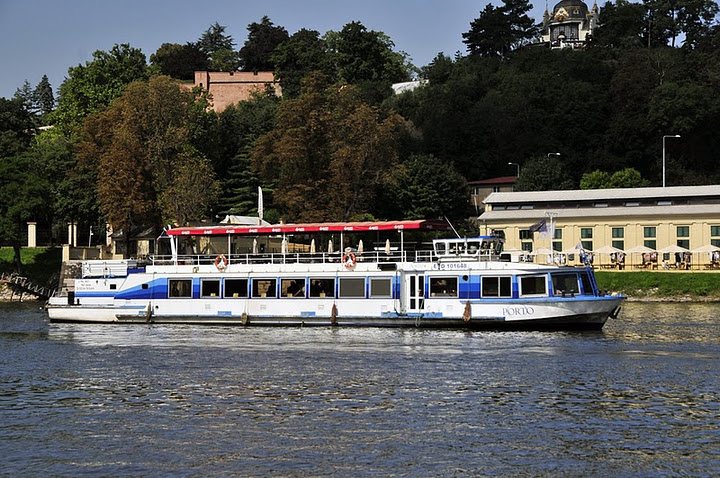
loď Porto
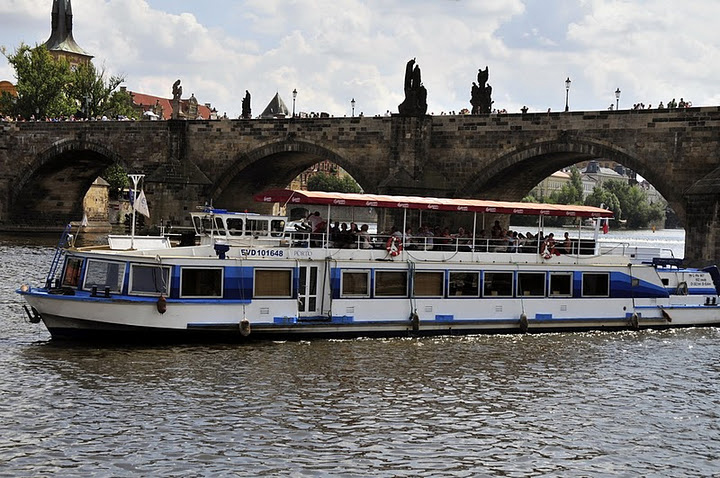
loď Porto u Karlova mostu
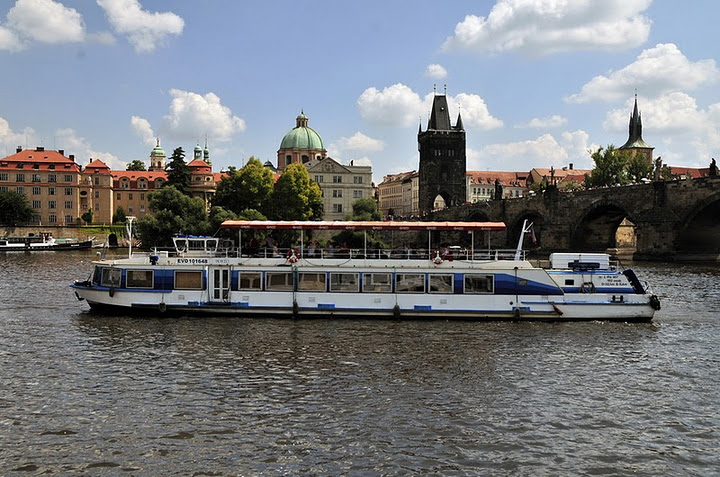
loď Porto & Staroměstská mostecká věž